# Megalithische graven in Denemarken

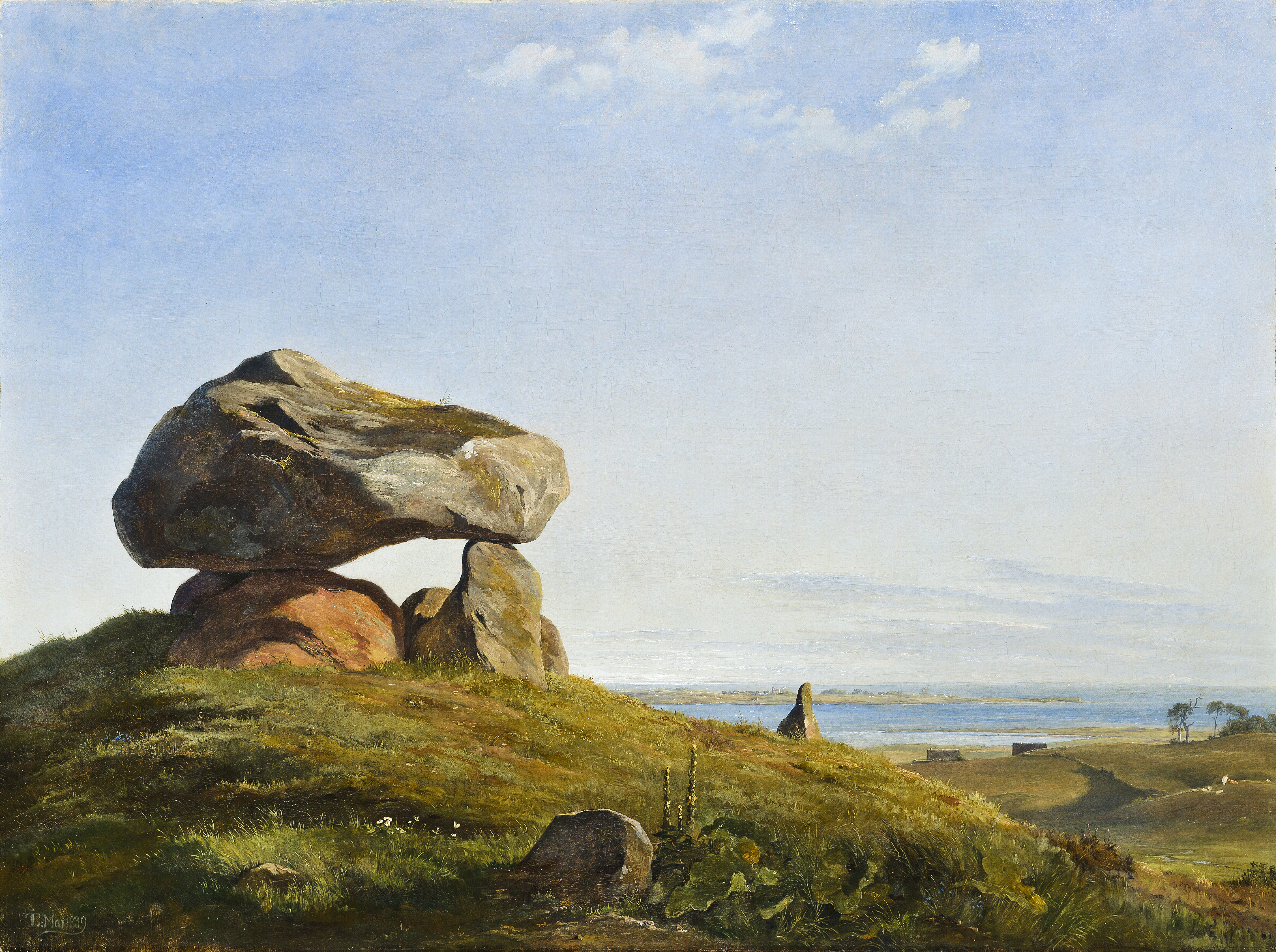
En gravhøj fra oldtiden ved Raklev på Refsnæs, Johan Thomas Lundbye

De bouw van megalitische graven in Denemarken begonnen tijdens het neolithicum rond 3.500 v.Chr. door gemeenschappen van de Trechterbekercultuur, tot ongeveer 2.800 v.Chr.
4.700 dolmen (Deens: dysser) en meer dan 700 ganggraven (Deens: jættestuen) zijn gedocumenteerd. In totaal zijn 2.800 graven bewaard gebleven en 2.400 daarvan zijn beschermd.
De oudste dolmen zijn oude, rechthoekige en aan alle zijden dichte urdolmen. Men beschouwt de kleine steenkisten uit Sjælland en bouwwerken van het type Konens Høj, die vooral op Jutland te vinden zijn, als de voorlopers van deze urdolmen. Deze steenkisten waren ook gemaakt van zwerfkeien of hadden een megalithische deksteen. Uit onaangetaste vondsten blijkt dat de doden meestal niet in vorm van een skelet neergelegd werden; er zijn ook complete skeletten gevonden. Uit een opgraving bij Bøjden op Fünen bleek dat ook de oudste typen dolmen, zij het niet vaak, een polygonale vorm konden hebben. De kamers werden in ronde of langwerpige heuvels gebouwd, waar een aaneengesloten rij van randstenen omheen werd gelegd.
Iets later is een dolmentype waarbij één van de stenen aan de lange zijde kleiner is dan de anderen, waardoor een drempelsteen de ingang tot de kamer markeert. Soms vormen één of twee paar stenen de gang. Later bouwden ze ook gangen tot tien meter lang.

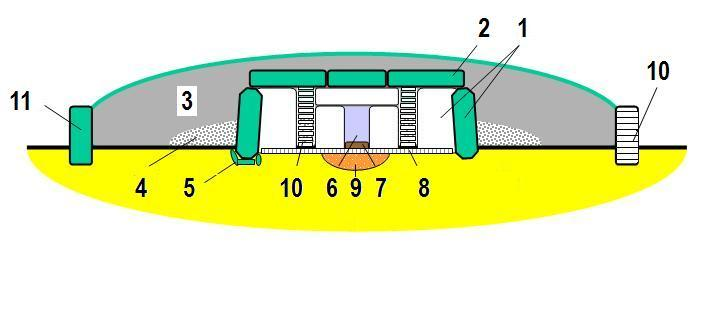
Schema ganggraf (dwarsdoorsnede)
1= draagsteen
2= deksteen
3= heuvel van aarde
4= afsluiting
5= wigstenen
6= ingang
7= drempelsteen
8= vloer
9= ondergrondse opslagplaats
10= tussenmetselwerk/tussenmuur
11= randstenen

Vanaf ongeveer 3.300 v.Chr. ontstond de polygonale dolmen met veelhoekige kamers. Tegelijkertijd komen ook de grootdolmen (Deens: stordysser) en ganggraven op. Terwijl de ganggraven op Jutland ovaal van vorm zijn, hebben de ganggraven op de Deense eilanden, die vermoedelijk ook later zijn gebouwd, deels zeer grote, maar altijd rechthoekige kamers. In een van de opgegraven ganggraven op Sjælland lagen de skeletten van ongeveer honderd doden. Complete skeletten vond men op hun rug of op hun zij gelegen. Daarnaast lagen er ook delen van skeletten, deels gesorteerd op botsoort.
De meeste ganggraven zijn te vinden in ronde heuvels, maar op Langeland (bijvoorbeeld het ganggraf van Myrebjerg) en Lolland (Kong svends høj) zijn het vaker hunebedden. De gaten tussen de zwerfkeien werden opgevuld met een tussenmuur van gestapelde platte steenplaten. De bodem van de kamer was opgebouwd uit lagen van verschillende materialen. Stenen platen werden gebruikt als afsluiting van de graven, zodat de collectieve graven met tussenpozen konden worden gebruikt. Gebruikte men het graf uiteindelijk niet meer, dan sloot men het graf af met stenen.
Er zijn ongeveer zestig ganggraven bekend, die als dubbelbouwwerk (Deens: dobbelt- of tvillingejættestue) zijn gebouwd. Hierin liggen twee kamers dicht bij elkaar in dezelfde heuvel (bijvoorbeeld Ettrup) of deelden aan de smalle zijden van de kamers dezelfde draagstenen (bijvoorbeeld Klekkende høj).
Dertig van de Deense ganggraven hebben nevenkamers (Deens: jættestue med bikammer). Daarvan zijn er op Jutland 25 te vinden, zoals bijvoorbeeld de Lundehøj, op Sjælland zijn er drie te vinden, o.a. de Hørhøj, en verder zijn er twee op Lolland en Falster te vinden.
Het ganggraf Hvisselhøj is uniek, omdat een centrale gang drie parallelle kamers opent, die zijn gerangschikt in de vorm van drie kortere broden, de een achter de ander. De nevenkamers werden tegelijkertijd met de hoofdkamer gebouwd. Dat ze een bijzondere functie hadden, blijkt uit het feit dat er elders rond deze tijd onderkomens werden gebouwd, die een nog meer gedifferentieerde verdeling van de kamers laten zien.
De Deense megalitische bouwvorm vond navolging in Sleeswijk-Holstein en Zweden of werd van daaruit beïnvloed.